# Gonophor

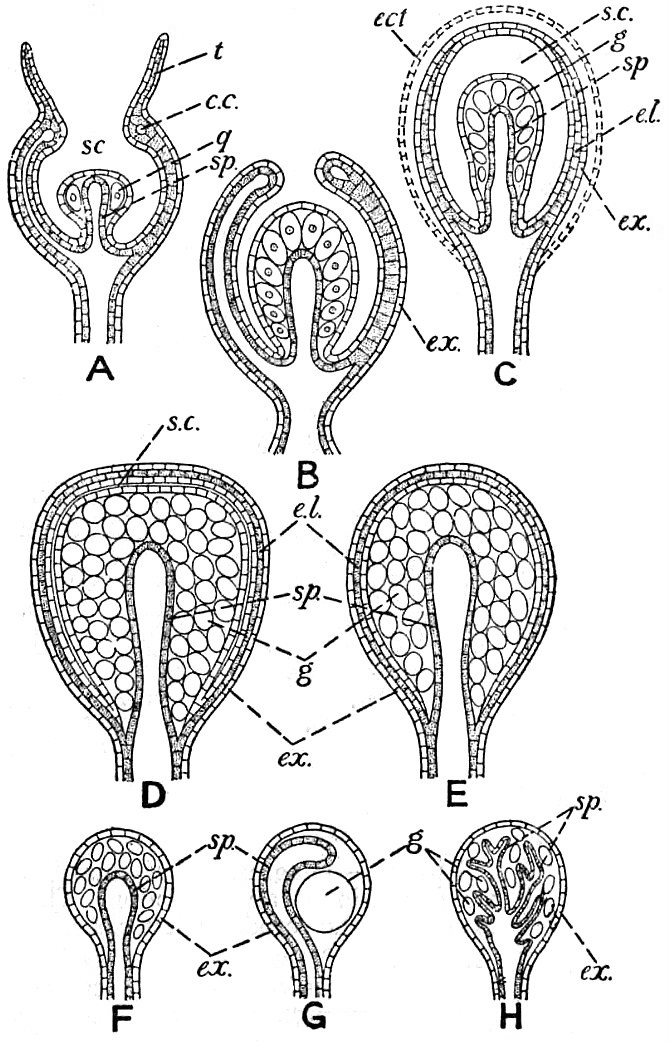
Gonophorenbildung bei verschiedenen Hydromedusen (Abbildung in der Encyclopædia Britannica von 1911, basierend auf Zeichnungen von August Weismann)

Gonophoren sind als sitzende und knospenartige, seltener auch sich ablösende und bewegliche, Auswüchse gebildete Zooide des festsitzenden Polypenstadiums der Nesseltiere (Phylum Cnidaria), insbesondere der Hydrozoa. Sie bilden das sich sexuell fortpflanzende Stadium im regelmäßigen Generationswechsel (Metagenese genannt). Gonophoren werden gedeutet als Reduktionsform eines Medusen-Stadiums im Lebenszyklus, das heißt Nesseltiere mit Gonophoren leiten sich vermutlich ab von Vorfahren, die ein Medusenstadium aufgewiesen haben.

## Bildung
Gonophoren entstehen als knospenartige Ausstülpungen, an denen beide Epithelien, die vom Endoderm gebildete innere Gastrodermis und die vom äußeren Keimblatt, dem Ektoderm gebildeten Epidermis beteiligt sind. Die Bildung beginnt ganz analog zum Abschnüren einer jungen Meduse, kommt aber nach mehr oder weniger kurzer Zeit zum Stillstand, läuft also gegenüber der Medusenbildung unvollständig ab. Der Spitzenabschnitt des Ektoderms verdickt sich und bildet ein nach innen eingestülptes Bläschen oder Knötchen („Glockenkern“). Im Inneren schnürt die Gastrodermis vier kreuzförmig angeordnete Gastraltaschen ab. Die weitere Entwicklung verläuft je nach Form oder Art unterschiedlich. Eumedusoide bilden ein noch sehr medusenartiges Stadium mit vollständigem Schirm, oft auch mit zentralem Magenstiel (Manubrium) und Radiärkanälen, aber immer ohne Tentakel, ohne die typischen Sinnesorgane wie Statocysten und Augen und ohne Velum am inneren Schirmrand. Kryptomedusoide und Heteromedusoide sind noch weiter reduziert, ihnen fehlen Radialkanäle, der Schirm ist oft unvollständig und abgeflacht. Medusoide sind meist festsitzend, aber bei einigen Gruppen, wie vielen Leptomedusae, werden sie wie Medusen abgeschnürt, sie sind dann frei schwimmend und beweglich.
Bei vielen Hydrozoen geht die Reduktion weiter, es bildet sich nur noch ein zweischichtiges Bläschen, Styloid oder Sporosac genannt. Einzige verbliebene Differenzierung ist dann ein Spadix genannter zentraler Stiel, an dem zwischen den Epidermislagen die Gonaden ansitzen. Frei schwimmende Sporosacs kommen vor, sind aber die absolute Ausnahme, sie wurden etwa von Dicoryne conybaerei (Anthothecata) berichtet.
Bei einigen Gruppen wie den Süßwasserpolypen geht die Reduktion dann so weit, so dass auch keine eigentlichen Gonophoren mehr ausgebildet werden. Die Gonaden bilden sich hier direkt im Endoderm oder Ektoderm der Polypenwand.
Gonophoren entstehen bei den Polypen der meisten Hydrozoen in der Nähe des Tentakelkranzes, nahe am Mundende (dem oralen Ende) des Polyps. Bei einigen Arten bilden sie sich bevorzugt an dessen Basis oder am Stiel (Stolon). Entstehen Gonophoren am oralen Pol, verlieren die Polypen meist dabei die Fähigkeit zur Nahrungsaufnahme. Einige Polypenkolonien bilden spezialisierte Gonozooide aus, das sind besondere Polypen, die sich nicht mehr selbständig ernähren können und auf die Bildung von Gonophoren spezialisiert sind.
Gonophoren sind manchmal im männlichen und im weiblichen Geschlecht morphologisch verschieden aufgebaut (Sexualdimorphismus), so zum Beispiel bei Tubularia indivisa (Anthothecata) und Laomedea flexuosa (Leptothecata).

## Auftreten
Gonophoren sind typisch für die Ordnungen Anthothecata (Synonym: Athecata) und Leptothecata (Synonym: Leptomedusae, Thecata) der Klasse Hydrozoa. Sie ist in diesen Gruppen viele Male, vermutlich mehr als siebzigmal, unabhängig voneinander (konvergent) evolviert. Vermutlich ist bei diesen Gruppen ein ausgedehntes frei schwimmendes pelagisches Stadium ökologisch nachteilig gewesen und wurde aufgegeben. Unabhängig voneinander haben dann einige Gruppen aus einem festsitzenden Gonophor sekundär wieder frei bewegliche Medusoide entwickelt.
Bei der Anthothecata-Art Sarsia lovenii wurden nebeneinander Stämme mit fest sitzenden und frei schwimmenden Gonophoren innerhalb derselben Art nachgewiesen. Im Weißen Meer erwiesen sich diese Formen als anhand von verschiedenen Haplogruppen genetisch gegeneinander differenzierbar. Möglicherweise handelt es sich um eine beginnende Artaufspaltung (Kladogenese), also quasi zwei Arten im Entstehungsprozess.